# Género Zeefuik
Género Aurelio Dennis Zeefuik (* 5. April 1990 in Amsterdam) ist ein niederländischer Fußballspieler.

## Karriere

### Verein
Zeefuik begann mit dem Vereinsfußball in der Nachwuchsabteilung von Ajax Amsterdam und wechselte von hier aus 2005 zu Almere City FC. 2006 wechselte er dann als Profifußballspieler zu PSV Eindhoven. Hier befand er sich zwar bis zum Sommer 2012 unter Vertrag, wurde aber in dieser Zeit drei Mal an andere Vereine ausgeliehen.
2012 zog er dann zum FC Groningen weiter. Mit Ausnahme der Rückrunde der Saison 2014/15, in der er an Heart of Midlothian ausgeliehen wurde, befand er sich hier im Kader und erzielte in 40 Ligaspielen sieben Tore.
Zur Saison 2015/16 wechselte Zeefuik in die türkische TFF 1. Lig zu Balıkesirspor.
In der Winterpause der Saison 2016/17 kehrte er in die Niederlande zurück und heuerte beim FC Emmen an.

### Nationalmannschaft
Zeefuik startete seine Nationalmannschaftskarriere 2008 mit einem Einsatz für die niederländische U-17-Nationalmannschaft. Anschließend spielte er für die niederländische U-19- und U-21-Auswahlmannschaften.